# Билли Чэпмен
Уильям «Билли» Чэпмен (англ. William "Billy" Chapman) — персонаж фильма «Тихая ночь, смертельная ночь», созданный писателями Полом Кейми и Майклом Хикки. Персонаж выступает в роли главного героя и антагониста первого фильма «Тихая ночь, смертельная ночь» (1984). Также он появляется в хронике в сиквеле «Тихая ночь, смертельная ночь 2» (1987).
Родился в 1966 году
В первом фильме Билли впервые появился в возрасте пяти лет, когда он стал свидетелем убийства своих родителей на проселочной дороге в канун Рождества, совершённое мужчиной в костюме Санта-Клауса. Событие создаёт отвращение у ребёнка к Рождеству. Билли помещают в приют при Матери-настоятельнице, где в течение своего детства он испытывает оскорбления и наказания, которые ухудшают его психическое состояние. В возрасте восемнадцати лет Билли устраивается на работу в магазине игрушек. Однако, по мере того, как наступает Рождество, он оказывается под растущим психологическим давлением и в конечном счёте убивает своих коллег на рождественской вечеринке. Затем Билли отправляется дальше по городу, убивая многочисленных людей, с которыми он сталкивается. В рождественский день он приезжает в приют, чтобы отомстить Матери-настоятельнице, но его останавливает полицейский, который убивает его выстрелами из своего пистолета.
Персонаж был в значительной степени воспринят критиками как оскорбительный из-за насильственных действий, которые он совершает на Рождество. Против самого фильма прошли широкомасштабные протесты в 1984 году.